# Альфрід Ленгле
Альфрід Ленгле (нім. Alfried Längle; нар. 27 березня 1951, Гетцис, Австрія) — австрійський психолог, психотерапевт. На основі логотерапії та логоаналізу розробив новий напрям у психотерапії, який отримав назву екзистенціальний аналіз.

## Біографія
Альфрід Ленгле народився 27 березня 1951 року в Гетцисі, Австрія.
Вивчав медицину, філософію і психологію у Віденському університеті. У 1978 році йому було присвоєно ступінь доктора медицини, а в 1982 році — доктора філософії. У 1983 році А. Ленгле познайомився з Віктором Франклом, з яким тісно співпрацював до 1991 року.
У 1983 році Ленгле заснував Міжнародне товариство логотерапії та екзистенціального аналізу (GLE-International) зі штаб-квартирою у Відні, національні відділення якого сьогодні знаходяться в різних країнах світу.
У 1991 році, внаслідок непорозуміння, припинилася співпраця з В. Франклом, який не підтримав ідеї А. Ленгле і вийшов з GLE-International, а також відмовився від посади почесного президента.
З 2002 по 2010 рік Альфрід Ленгле займав посаду віце-президента Міжнародної федерації психотерапії. На даний час працює викладачем і займає різні посади в багатьох університетах світу.
У 2011 році був нагороджений золотим Почесним знаком «За заслуги перед Австрійською Республікою».
Одружений із Сільвією Ленгле, в шлюбі народилося четверо дітей.

## Наукова діяльність
Опираючись на ідеї М. Гайдеггера, В. Франкла і досвід глибинної психології, Альфрід Ленгле розробив власну систему чотирьох фундаментальних мотивацій:
- 1 рівень мотивації відповідає на питання: «Чи можу я бути в цьому світі?». У даній мотивації основний напрямок роботи — прийняти і витримати.
- 2 рівень мотивації Чи подобається мені жити?
- 3 рівень мотивації Чи маю я право бути таким?
- 4 рівень мотивації Що я повинен робити? Дане питання спрямоване на майбутнє людини, основний напрямок роботи — бачення себе у житті[4].